# Gomphia anceps
Gomphia anceps là một loài thực vật có hoa trong họ Ochnaceae. Loài này được Baker mô tả khoa học đầu tiên năm 1884.